# Sébastien François
Sébastien François est un pêcheur sportif français.
Ancien sergent-chef de l'armée française, désormais guide de pêche professionnel depuis 2012, il a remporté successivement à trois reprises le championnat de France de pêche au silure (AFCPL), en 2009, 2010, et 2011,,. 
Il a également été champion du monde par équipes (au Berkley World Catfish Classic, la Coupe du monde de la spécialité) en 2011 (Chiprana (Espagne), avec l'équipe de Saône-et-Loire), et a aussi remporté le Trophée mondial du plus gros silure pêché à deux reprises consécutives, en 2011 (Chiprana), et 2012 (aussi à Chiprana, pour une pièce de 82 kg), toujours au World Catfish Classic,. 